# Cladonematidae
Cladonematidae är en familj av nässeldjur. Enligt Catalogue of Life ingår Cladonematidae i ordningen Anthoathecata, klassen hydrozoer, fylumet nässeldjur och riket djur, men enligt Dyntaxa är tillhörigheten istället ordningen Hydroida, klassen hydrozoer, fylumet nässeldjur och riket djur. Enligt Catalogue of Life omfattar familjen Cladonematidae 6 arter. 
Kladogram enligt Catalogue of Life och Dyntaxa:
| Cladonematidae | \| \| Cladonema \| \| \| \| \| \| Dendronema \| \| \| \| |
|                | \| \| Cladonema \| \| \| \| \| \| Dendronema \| \| \| \| |
|                | Cladonema                                                |
|                |                                                          |
|                | Dendronema                                               |
|                |                                                          |